# Signo de la serpiente
El signo de la serpiente dentro de la astrología china, según las creencias culturales ancestrales es considerado como un animal sagrado, de aspecto negativo y para el género femenino es bueno, también relacionado con la sabiduría. En China también la consideran una entidad protectora; un ejemplo de ello lo encontramos en la Gran Muralla China construida sobre un terreno montañoso y ubicada en el centro de color amarillo. En la leyenda de la mitología india, hay una criatura llamada "Naga", que se considera un semidiós de bajo nivel y tiene forma de serpiente. En Mesoamérica también eran veneradas por gran parte de las culturas indígenas que allí florecieron. El ejemplo más famoso es el del dios Quetzalcoatl, la Serpiente Emplumada, Kukulcán para los Mayas. Además en algunos países asiáticos del Lejano Oriente, al igual que el Dragón, y otros animales como el mono, el tigre, la grulla... también es utilizada como símbolo en algunas artes marciales. Pues en ella se han inspirado los diferentes métodos de defensa personal en la China milenaria.

## Atributos de la Serpiente
| Atributos                    |                                                               |
| ---------------------------- | ------------------------------------------------------------- |
| Nombre chino                 | SHÉ                                                           |
| Ubicación en el Zodiaco      | 6.º Casa                                                      |
| Horas de influencia          | 9:00 a. m. -10:59 a. m.                                       |
| Dirección                    | Sur-sureste                                                   |
| Lema                         | “Yo planifico”                                                |
| Estación y mes               | Primavera, mayo                                               |
| Elemento fijo                | Fuego                                                         |
| Edad                         | 35-42 Años                                                    |
| Piedra                       | Ágata                                                         |
| Color                        | Rojo, Verde y Negro                                           |
| Signo occidental equivalente | Tauro                                                         |
| Polaridad                    | Yin                                                           |
| Países                       | Mongolia, Birmania, Arabia Saudí, Lituania, Letonia, Estonia. |

## Años y los cinco elementos
Las personas nacidas en estos rangos de fechas han nacido en "el año de la serpiente", al mismo tiempo que llevan asociado alguno de los cinco elementos:
| Inicio                | Final                 | Elemento    |
| --------------------- | --------------------- | ----------- |
| 4 de febrero de 1905  | 24 de enero de 1906   | Madera (木) |
| 23 de enero de 1917   | 10 de febrero de 1918 | Fuego (火)  |
| 10 de febrero de 1929 | 29 de enero de 1930   | Tierra (土) |
| 27 de enero de 1941   | 14 de febrero de 1942 | Metal (金)  |
| 14 de febrero de 1953 | 2 de febrero de 1954  | Agua (水)   |
| 2 de febrero de 1965  | 20 de enero de 1966   | Madera (木) |
| 18 de febrero de 1977 | 6 de febrero de 1978  | Fuego (火)  |
| 6 de febrero de 1989  | 26 de enero de 1990   | Tierra (土) |
| 24 de enero de 2001   | 11 de febrero de 2002 | Metal (金)  |
| 10 de febrero de 2013 | 30 de enero de 2014   | Agua (水)   |
| 29 de enero de 2025   | 16 de febrero de 2026 | Madera (木) |
| 15 de febrero de 2037 | 3 de febrero de 2038  | Fuego (火)  |
| 2 de febrero de 2049  | 22 de enero de 2050   | Tierra (土) |
| 21 de enero de 2061   | 8 de febrero de 2062  | Metal (金)  |
| 7 de febrero de 2073  | 26 de enero de 2074   | Agua (水)   |
| 26 de enero de 2085   | 13 de febrero de 2086 | Madera (木) |
| 12 de febrero de 2097 | 31 de enero de 2098   | Fuego (火)  |

## Su relación con los otros signos
La Serpiente es compatible con el Conejo, la Cabra, la Rata y con otro Serpiente ya que derrochan gran complicidad. La compatibilidad es extremadamente alta con el Buey, el Gallo y el Mono.
Sin embargo es incompatible con el Cerdo y el Tigre.